# Козлов, Максим Сергеевич
Макси́м Серге́евич Козло́в (род. 11 января 1986, г. Москва) — российский художник-монументалист, дизайнер, руководитель собственной художественной мастерской. Член Союза художников России (с 2022 года).
Работает в техниках мозаики, интарсии, художественной росписи, также работает с керамикой и металлом. Руководит художественными проектами и коллективами художников.

## Биография
Максим Козлов родился 11 января 1986 года в Москве.

### Семья
Мать — Алла Васильевна Шульженко (род. 14.05.1961 г.), живописец, доцент. Член Московского Союза художников, преподает в МХПИ им. Егорова.
Отец — Сергей Викторович Козлов (род. 09.04.1956 г.), инженер-физик. Окончил МИФИ, работает главным энергетиком в строительной отрасли.

### Образование
Максим Козлов окончил Детскую художественную школу им. В. А Ватагина, а в 2009 г. — МГХПА им. Строганова.
Учился в разное время у профессоров Сергея Лазаревича Залысина, Сергея Митрофановича Годыны и Елены Анатольевны Заевой-Бурдонской.
Учился в аспирантуре по направлению Социальная философия в РГГУ.

## Творчество

### Художественные проекты

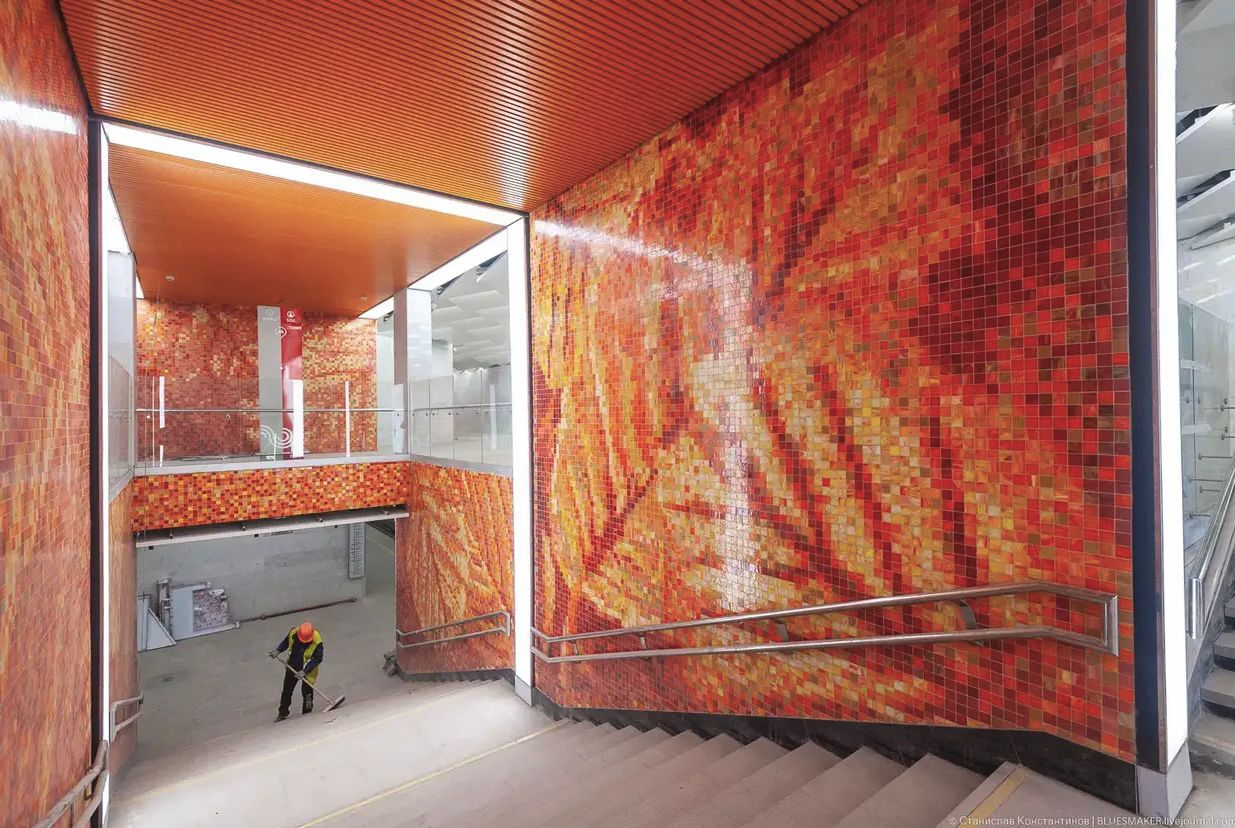
Мозаика, станция «Ольховая»

Мозаики для станций Московского метрополитена «Ольховая», «Беломорская», и «Нагатинский Затон» выполнялись под руководством и по эскизам Козлова Максима.
- Мозаики для станции «Ольховая»[1]

Стены выходного зала станции Московского метрополитена «Ольховая» украшены мозаичным панно из цветного художественного стекла. Основная композиция изображения ассоциируется с листьями ольхи.
- Станция «Беломорская»[2]

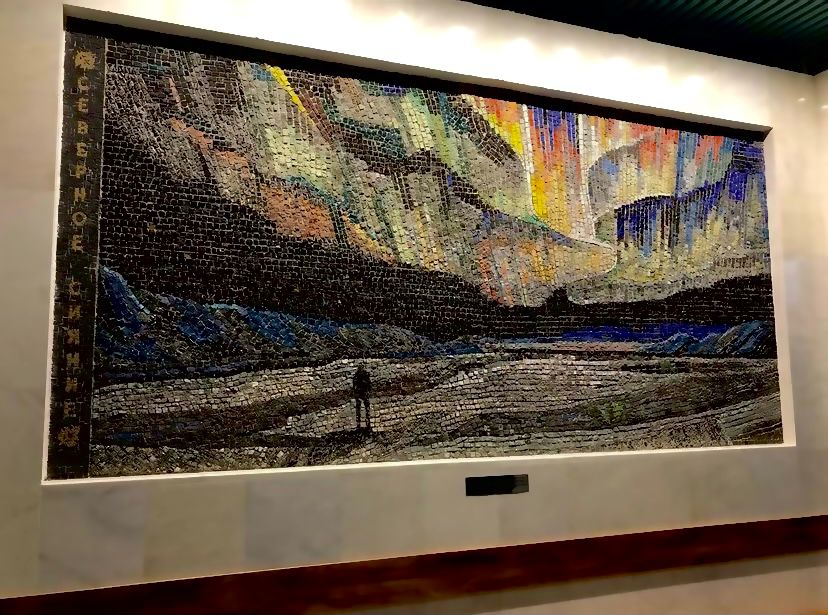
Мозаика, станция «Беломорская»

Зал станции Московского метрополитена «Беломорская» украшен четырьмя пейзажными мозаичными панно с избранными местами русского севера, связанными художественно и идейно.
- Станция «Нагатинский Затон»[3]

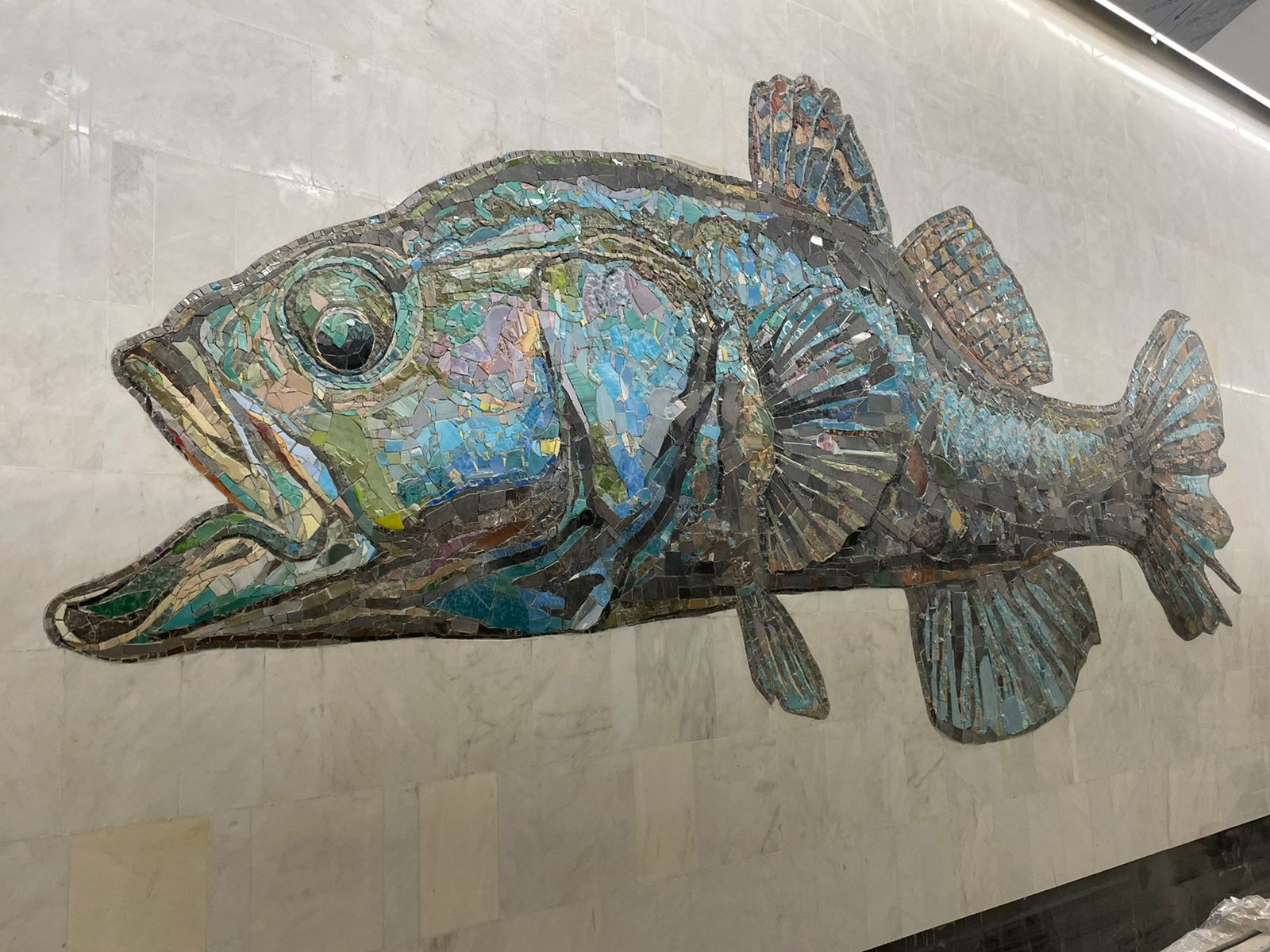
Мозаика, станция «Нагатинский Затон»

На станции Большой кольцевой линии Московского метрополитена «Нагатинский Затон» — двенадцать мозаичных панно с изображением рыб разных форм и размеров.
Все мозаики выполнялись в редкой смешанной технике мозаики с использованием смальты, натурального камня, стекла.
Эскизы мозаичных панно для станции Московского метрополитена «Университет дружбы народов».
Керамическое панно для кинотеатра «Художественный» (г. Москва).

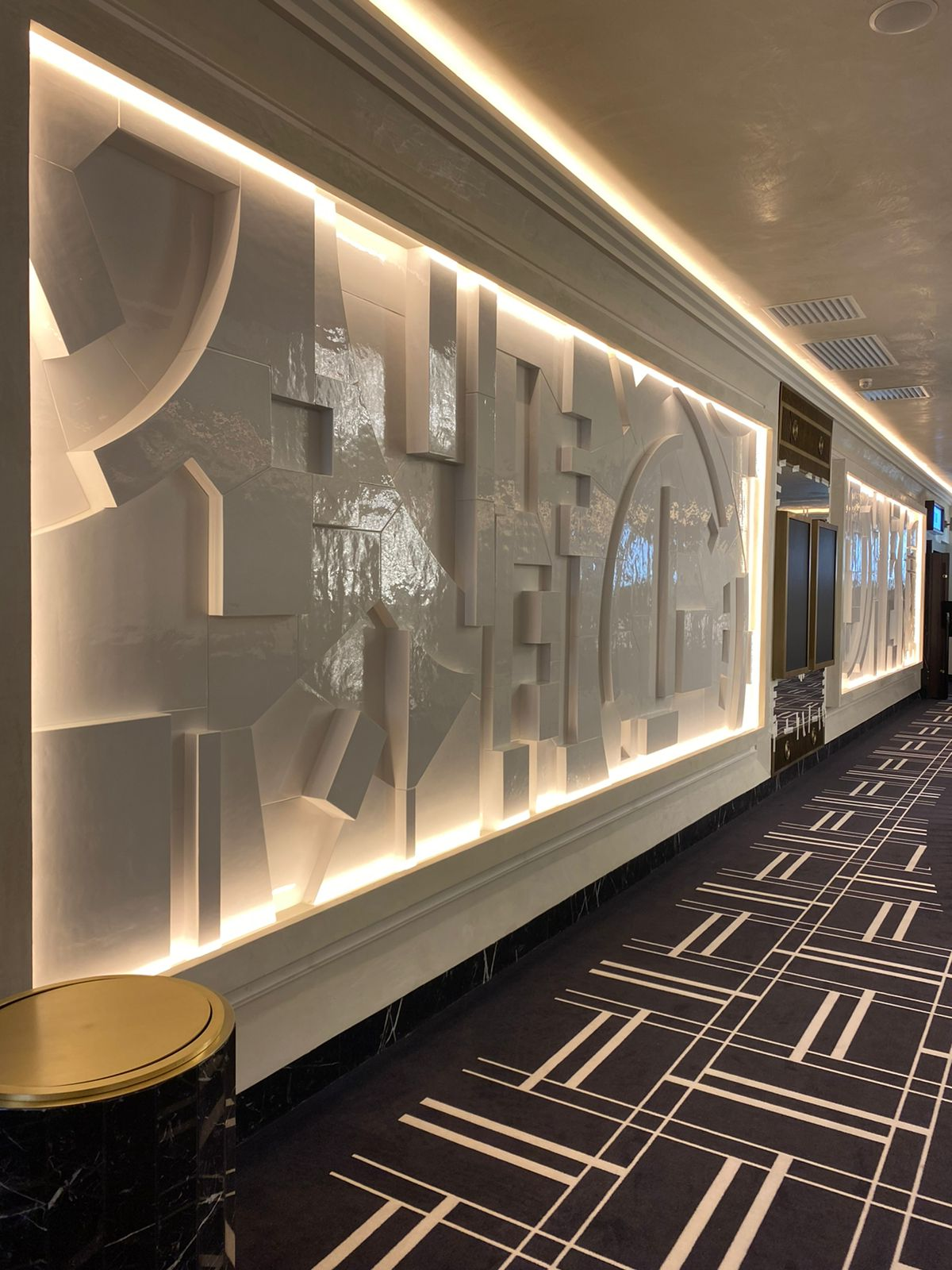
Керамическое панно, кинотеатр «Художественный»

## Награды
Занял 2 место на международном конкурсе (Портбай, Франция).